# Плакида (мученик)
Плакида — священномученик Мессинский. День памяти — 5 октября.
Святой Плакида (Placitus) пострадал вместе со свв. Евтихием (Euticius), Викториной и сестрой её, Флавией, Донатом, диаконом Фирматом, Фавстом и тридцатью иными. Они были замучены либо пиратами в Мессине, либо во времена императора Диоклетиана.
Считается, что житие этого святого было перепутано с житием святого святого с таким же именем, который был последователем св. Бенедикта. Таким образом, этот неизвестный сицилийский мученик был отправлен в Италию в 541 году, чтобы основать монастырь в Мессине, где он стал настоятелем и где он был замучен с тридцатью товарищами.
День памяти святого мученика не был представлен в Тридентинском календаре, но был включён в общий Римский календарь, издания с 1588 по 1962 год. в день памяти двух монахов, учеников св. Бенедикта Мавра и Плакиды. Некоторые католики-традиционалисты продолжают включать его и в календари после 1970 года.

## Галерея

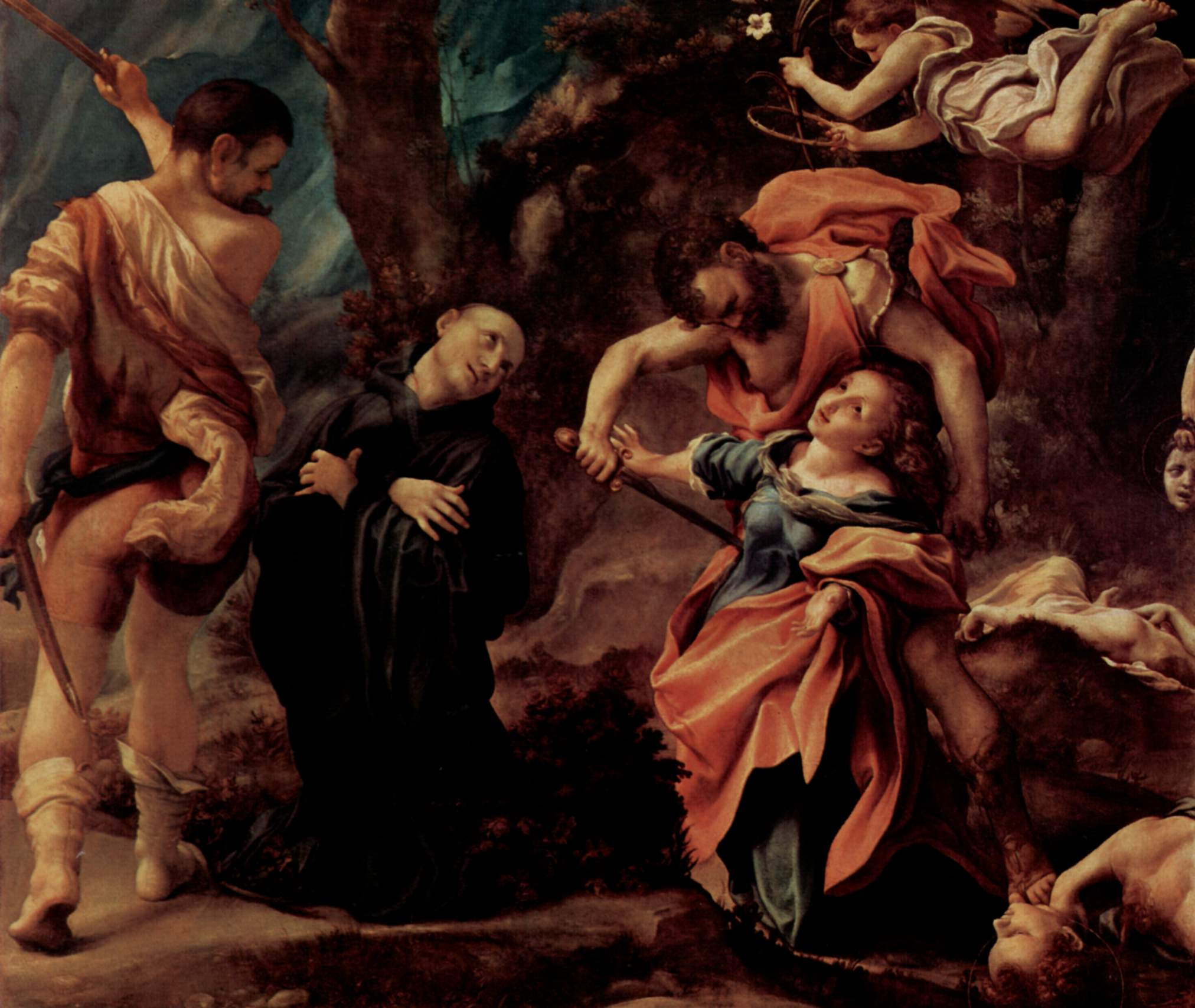
Мученичество свв. Плакиды и Флавии (по Корреджо, ок. 1524).
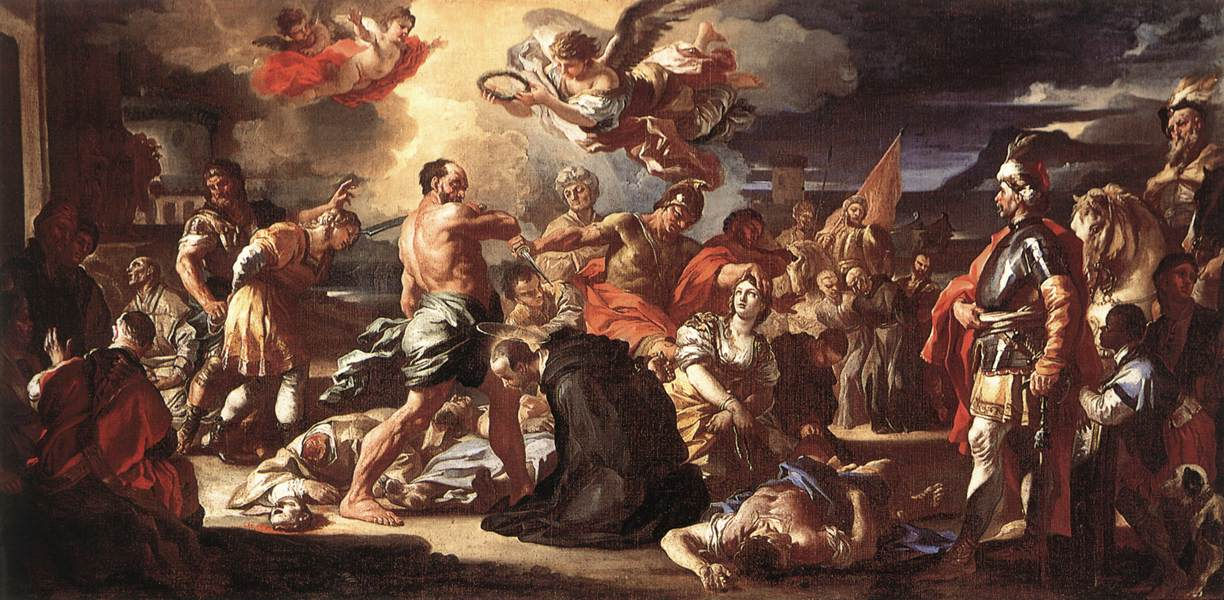
По Солимене.
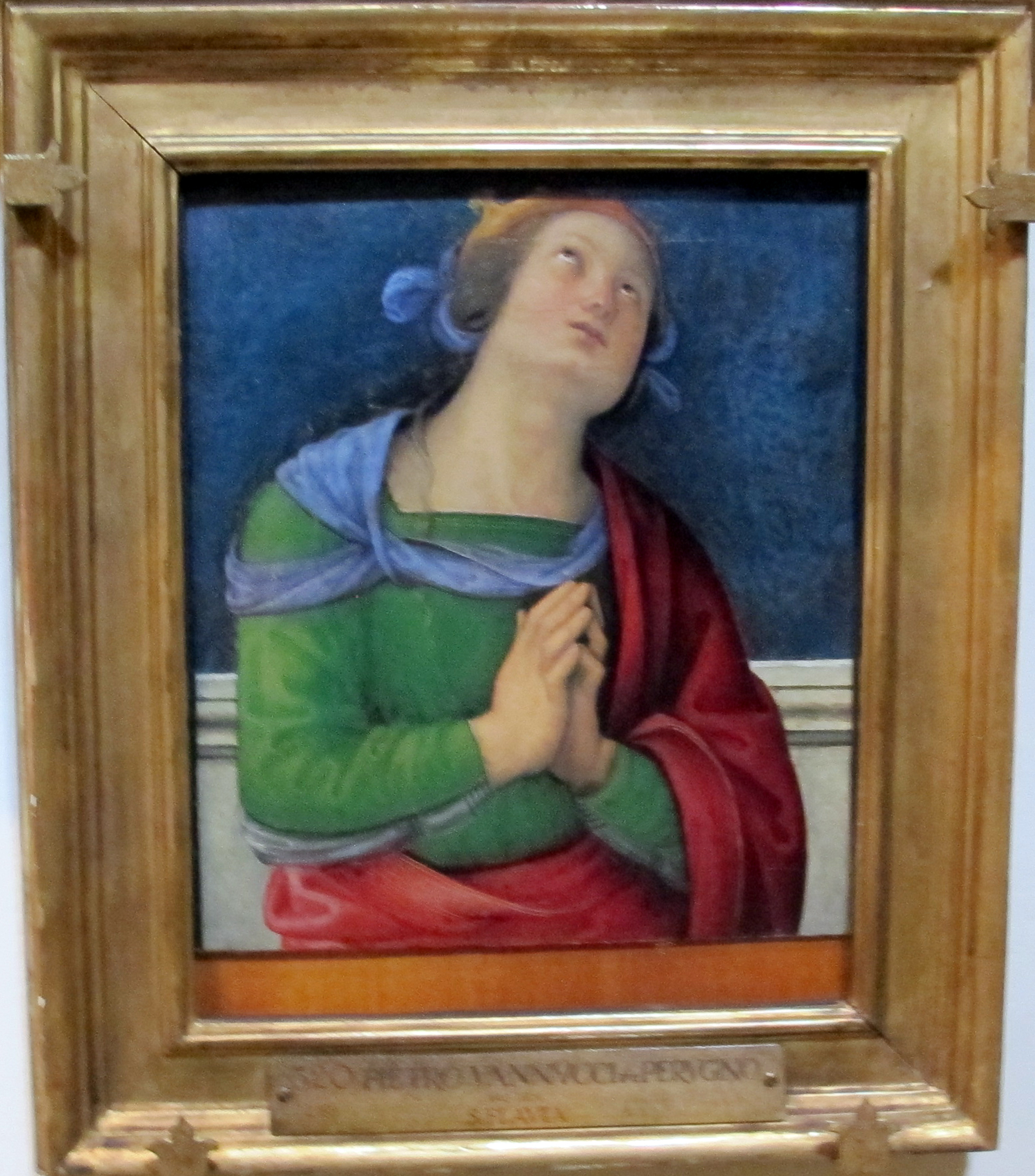
Святая Флавия по Перуджино